# کازانکا (استان بلگورود)
کازانکا (انگلیسی: Kazanka, Belgorod Oblast) یک شهرک در بخش کوروچانسکی استان بلگورود کشور روسیه است.